# Glauconycteris variegata
Glauconycteris variegata (Tomes, 1861) è un Pipistrello della famiglia dei Vespertilionidi diffuso nell'Africa subsahariana.

## Descrizione

### Dimensioni
Pipistrello di piccole dimensioni, con la lunghezza totale tra 88 e 115 mm, la lunghezza dell'avambraccio tra 38 e 45 mm, la lunghezza della coda tra 40 e 53 mm, la lunghezza del piede tra 7 e 10 mm, la lunghezza delle orecchie tra 11 e 14 mm e un peso fino a 14 g.

### Aspetto
La pelliccia è di media lunghezza, densa e soffice. Le parti dorsali variano dal giallo crema al fulvo-giallastro talvolta più chiare sulla testa ed il collo, mentre le parti ventrali variano dal giallo crema al bianco puro, talvolta con dei riflessi grigio chiari specialmente sulla gola. Il muso è corto, largo e piatto. Le orecchie sono marroni chiare, con un lobo moderatamente lungo e piegato all'indietro alla base del bordo interno e con l'antitrago che si estende attraverso un altro lobo carnoso sul labbro inferiore all'angolo posteriore del muso. Il trago è corto, largo e con la punta arrotondata. Le membrane alari sono giallo-arancioni con vistose venature e i metacarpi marroni scuri. La coda è lunga ed inclusa completamente nell'ampio uropatagio. La sottospecie G.v.phalaena ha il dorso più chiaro e i denti meno robusti. Il cariotipo è 2n=18 FNa=32.

### Ecolocazione
Emette ultrasuoni a basso ciclo di lavoro attraverso impulsi di breve durata a frequenza modulata da 53,4 a 33,7 kHZ e con massima energia a 37,7 kHz.

## Biologia

### Comportamento
Si rifugia singolarmente, in coppie o in piccoli gruppi da 3 a 12 individui tra il denso fogliame degli alberi. È stato osservato rifugiarsi anche in capanne di paglia abbandonate. Nei giorni molto nuvolosi l'attività predatoria può iniziare anche due ore prima il tramonto. Può effettuare manovre complesse come virate strette ed anche alzarsi in volo dal terreno.

### Alimentazione
Si nutre di insetti catturati in volo fuori dalla vegetazione o molto vicino ad essa.

### Riproduzione
Danno alla luce 1-2 piccoli alla volta. Femmine gravide sono state catturate nella Repubblica Democratica del Congo nel mese di marzo e nello Zimbabwe ad agosto, mentre altre che allattavano sono state osservate in Kenya in aprile.

## Distribuzione e habitat
Questa specie è diffusa in maniera frammentata nell'Africa occidentale e dal Gabon alla Somalia ad est e dall'Etiopia e Sudan fino al Sudafrica nord-orientale.
Vive nelle savane alberate e nei boschi in prossimità di corsi d'acqua e stagni.

## Tassonomia
Sono state riconosciute 2 sottospecie:
- G.v.variegata: Senegal e Gambia occidentali; Ghana, Togo e Benin settentrionali; Nigeria nord-occidentale e nord-orientale, Ciad sud-occidentale, Gabon nord-orientale, Congo sud-orientale, Repubblica Democratica del Congo meridionale e nord-orientale, Uganda meridionale, Ruanda settentrionale, Kenya sud-occidentale, Tanzania centrale, Zambia, Angola meridionale, Botswana e Namibia settentrionali; Zimbabwe, Mozambico, Malawi meridionale e Sudafrica nord-orientale;
- G.v.phalaena (Thomas, 1915): Sudan sud-orientale, Etiopia centro-occidentale e Somalia meridionale.

## Conservazione
La IUCN Red List, considerato il vasto areale e la popolazione presumibilmente numerosa, classifica G.variegata come specie a rischio minimo (Least Concern)).